# Stazione di Reana del Rojale
La stazione di Reana del Rojale era una stazione ferroviaria della linea Pontebbana ubicata in località Ribis, una frazione del comune di Reana del Rojale in provincia di Udine.

## Storia
La stazione venne inaugurata nel 1875 insieme al tronco Udine-Gemona del Friuli.
Nel 1985 durante i lavori di raddoppio della tratta Tarcento-PM Vat della nuova Pontebbana, la stazione è stata ammodernata, privata di un binario di precedenza e quindi impresenziata.
Secondo l'orario ferroviario del 1987 l'impianto non risultava servito da alcun treno.

## Strutture e impianti
L'impianto fu dotato nel 1985 di un sottopassaggio e di una pensilina in cemento sulla banchina del secondo binario.
A differenza delle altre stazioni della tratta ammodernata nel 1985, la stazione di Reana non fu riattivata. Nel 2010 crollò il tetto del fabbricato viaggiatori e nei mesi successivi, si provvide alla sua totale demolizione.

## Movimento
La fermata era servita esclusivamente da treni locali.